# Коцка (игра)
Коцка у контексту игара је реквизит који је обично коцка обележена бројевима од 1 до 6. Бацањем се окрене на једну страну, а као вредност бацања узима се број који се налази на страници при врху. Збир бројева на супротним странама коцке увек је 7. То значи да ако је на горњој страни коцке број 1, онда је на супротној број 6. Насупрот броју 2 је број 5, а насупрот броју 3 је број 4.
Понекад се користе остала геометријска тела са другачијим бројем страница (на пример тетраедра, икосаедар, додекаедар), као што је то случај у игри "Тамнице и змајеви“. У енглеском језику коцка као геометријско тело и играћа коцка нису хомоними, као што је то случај у српском, већ се за геометријско тело користи реч cube , а за играћу коцку реч dice.

## Историја
Коцкице су коришћене од раније забележене историје, а неизвесно је одакле потичу. Сматра се да су се коцкице развиле из праксе прорицања судбине помоћу талуса копитара, колоквијално познатих као pиљци. Египатска игра сенет (која се играла пре 3000. године пре нове ере и до 2. века н.е.) играла се равним двостраним штаповима за бацање који су указивали на број поља које играч може да помери, и тако су функционисали као облик коцкице. Можда најстарије познате ескавиране коцкице су део игре налик на бекгемону са локације Бернт Сити, археолошко налазиште у југоисточном Ирану, за које се процењује да је настало између 2800. и 2500. године пре нове ере. Коштане коцкице из Скара Бре, Шкотска, датиране су у период 3100–2400. п. н. е. Ескавације из гробова у Мохенџо-дароу, насељу цивилизације у долини Инда, откопане су коцкице од теракоте које датирају из периода 2500–1900 пре нове ере, укључујући најмање једну коцку чије супротне стране имају збир седам, као у модерним коцкицама.
Игре које укључују коцкице се помињу на списку древних индијских Ригведа, Атарваведа, Махабарата и будистичких игара. Постоји неколико библијских референци о „бацању жреба“ (хебр. יפילו גורל yappîlū ḡōrāl)), као у Псалму 22, што указује да је коцкање (или сродна активност) било уобичајено када је псалам састављен. Пиљци су били игра вештине која се играла у старој Грчкој; дериватни облик је имао четворостране кости којима се придаване различите вредности попут модерних коцкица.
Иако је коцкање било незаконито, многи Римљани су били страствени коцкари који су уживали у коцкицама, што је било познато као aleam ludere („играти коцкице“). Постојале су две величине римских коцкица. Тали су биле велике коцкице исписане са један, три, четири и шест на четири стране. Тесере су биле мање коцкице са странама нумерисаним од један до шест. Двадесетостране коцкице датирају из 2. века нове ере и из птолемејског Египта већ у 2. веку пре нове ере.
Домине и карте за играње су настале у Кини као развој од коцкица. Прелазак са коцкица на карте за играње догодио се у Кини у време династије Танг (618–907) и поклапа се са технолошким преласком са ролни рукописа на блок штампане књиге. У Јапану су се коцкице користиле за играње популарне игре под називом сугороку. Постоје две врсте сугорока. Бан-сугороку је сличан бакгамону и датира из хејанског периода (794–1185), док је е-сугороку тркачка игра.

## Конструкција

### Аранжман
Уобичајене коцкице су мале коцке, најчешће 1,6 попреко, чија су лица нумерисана од један до шест, обично шарама округлих тачака које се називају пипови. (Док се повремено виђа употреба арапских бројева, такве коцкице су мање уобичајене.)
Супротне стране модерне коцке традиционално имају збир седам, што захтева да 1, 2 и 3 лица деле врх. Површине коцке могу бити постављене у смеру казаљке на сату или супротно од казаљке на сату око овог темена. Ако се лица 1, 2 и 3 крећу у смеру супротном од казаљке на сату, коцка се назива „деснорука”. Ако се та лица крећу у смеру казаљке на сату, коцка се назива „леворука”. Западне коцкице су обично десноруке, а кинеске су обично леворуке.
Пипови на стандардним шестостраним коцкицама су распоређени по одређеним обрасцима као што је приказано. Коцкице у азијском стилу имају сличне шаре као и западњачке, али су ознаке ближе центру лица; поред тога, ознаке су различите величине на коцкицама у азијском стилу, а ознаке су обојене црвеном бојом на 1 и 4 странама. Црвене четворке су можда индијског порекла.

### Производња
Непрецизне коцкице се производе поступком бризгања пластике, често направљене од полиметил метакрилата (PMMA). Ознаке или бројеви на калупу су део калупа. Различити пигменти се могу додати коцкицама да би биле непрозирне или транспарентне, или се може додати више пигмената да би коцкице биле шарене или мраморне.
Бојење за нумерисање се постиже потапањем калупа у потпуности у боју, која се оставља да се осуши. Коцка се затим полира поступком завршне обраде сличном полирању камена. Абразивни агенс саструже сву боју осим удубљења нумерације. Затим се за полирање коцке користи финији абразив. Овај процес такође производи глатке, заобљене ивице на коцки.
Прецизне коцкице за казино могу имати полирану или пешчану завршну обраду, што их чини провидним или прозрачним. Коцкице за казино су избушене, а затим су отвори напуњени бојом исте густине као и материјал који се користи за коцкице, тако да тежиште коцкице буде што ближе геометријском центру. Ово ублажава забринутост да ће удубљења изазвати малу пристрасност. Све такве коцкице су утиснуте серијским бројем како би се спречило да потенцијални преваранти замене коцкицу. Прецизне коцке за бекгамон се праве на исти начин; оне имају тенденцију да буду нешто мање и имају заобљене углове и ивице, како би омогућиле боље кретање унутар чаше за коцкице и да би се спречило да снажно бацање оштети површину за игру.

### Етимологија и термини
Енглеска реч die долази од старофранцуског dé; од латинског datum „нешто што се даје или игра”.
Иако су термини ас, дус, треј, катер, синкве и сис генерално застарели, при чему се називи бројева преферирају, неки професионални коцкари их и даље користе за означавање различитих страна коцке. Ас је од латинског as, што значи „јединица”; остали су 2 до 6 на старофранцуском.
Када се бацају две коцкице, одређене комбинације имају жаргонске називе. Израз змијске очи је бацање са јединицом на свакој коцки. Онлајн етимолошки речник прати употребу термина још од 1919. године. Амерички израз бокскарс, такође познат као поноћ, је бацање од шест поена на свакој коцки. Пар шестица подсећа на пар вагона у теретном возу. Многа бацања имају имена у игри крапс.

### Јуникодна репрезентација
⚀ ⚁ ⚂ ⚃ ⚄ ⚅
Користећи Јуникодне знакове, лица могу бити приказана у тексту користећи опсег У+2680 до У+2685 или користећи децималне кодове &#9856; до &#9861;.

## Намештене коцке
Оптерећена, пондерисана, варљива или искривљена коцка је она која је манипулисана тако да ће пасти са одређеном страном окренутом нагоре чешће него што би то била поштена коцка. Постоји неколико метода за прављење таквих коцкица, укључујући заобљена лица, ванквадратна лица, отежавање. Казина и коцкарнице често користе провидне коцкице од ацетата целулозе јер је лакше открити неовлашћено коришћење него са непрозирним коцкицама.

## Типови коцки

### Прецизне коцкице
Прецизне коцкице је назив за коцкице које су врло прецизно израђене, с једнако тешким странама. Најчешће се користе у казину, а обележене су серијским бројевима како би се онемогућило варање и замењивање коцкица.
За разлику од коцкица за казино које су нешто веће и имају оштро одрезане ивице, у бекемону се користе релативно малене прецизне коцкице које имају заобљене ивице (такође израђене са врло великом прецизношћу), како би се побољшала њихова ротација те смањило оштећење играће површине.

### Коцка за дуплање
Коцка за дуплање је коцка која на својих 6 страна има потенције броја 2 - 2, 4, 8, 16, 32, 64. Уведена је у бекемон 20-их година 20. века.